# سیدن (کانزاس)
سیدن (به انگلیسی: Sedan) شهری در ایالت کانزاس کشور ایالات متحده آمریکا است که جمعیت آن در سرشماری سال ۲۰۱۰ میلادی، ۱٬۱۲۴ نفر بوده‌است.